# Bosna (schip, 1915)

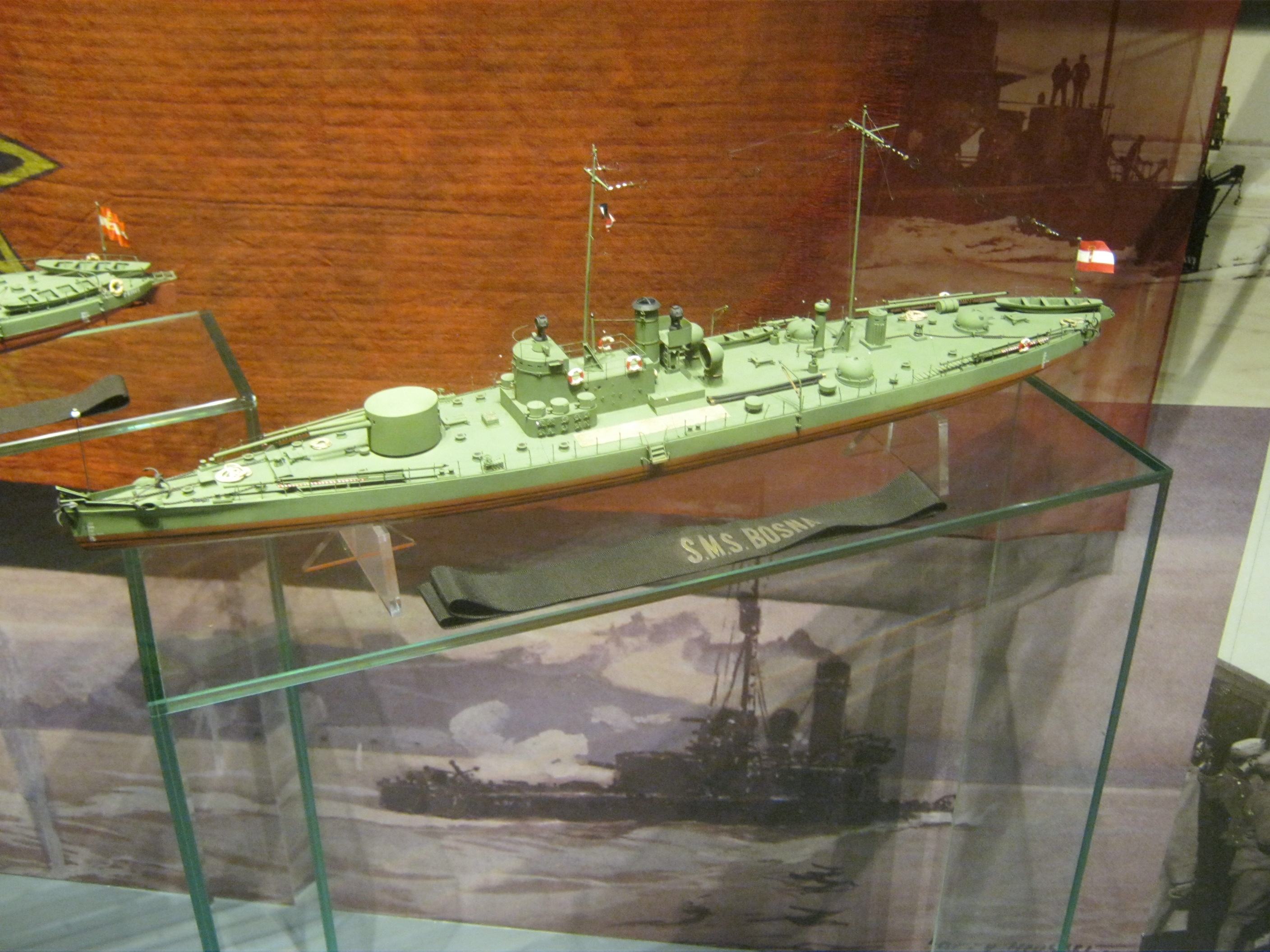
Schaalmodel van de SMS Bosna in het Heeresgeschichtliches Museum (Wenen)

De SMS Bosna was een oorlogschip van het type monitor dat dienst deed op en rond de Donau in de Oostenrijks-Hongaarse marine tijdens de Eerste Wereldoorlog.
Het schip was de tiende en laatste Donaumonitor die werd gebouwd voor de Oostenrijks-Hongaarse marine. Het schip zou aanvankelijk Temes II heten, naar de op 23 oktober 1914 op de Sava gezonken Donaumonitor Temes. Maar omdat die laatste geborgen en hersteld kon worden, werd het schip Bosna gedoopt. Het schip werd in de herfst van 1915 opgeleverd en deed daarna dienst tijdens de oorlog. Het schip nam deel aan de inname van Belgrado en werd hierbij geraakt door artillerievuur op 8 oktober 1915. 's Nachts kon het schip echter geborgen worden.